# داکوتا کای
شری جورجینا کرولی (انگلیسی: Cheree Georgina Crowley؛ زادهٔ ۶ مهٔ ۱۹۸۸) کشتی‌گیر حرفه‌ای اهل نیوزیلند است. او بیش‌تر به دلیل حضورش در دبلیودبلیوئی از ۲۰۱۵ تا ۲۰۲۵ با نام داکوتا کای (انگلیسی: Dakota Kai) شناخته می‌شود و سابقه ۲ بار قهرمانی تگ تیم زنان دبلیودبلیوئی را دارد.